# Giro de l'Emília 2024
El Giro de l'Emília 2024 va ser la 107a edició del Giro de l'Emília, una cursa ciclista d'un dia que es disputà el 5 d'octubre de 2024 sobre un recorregut de 215,3 quilòmetres. La cursa formava part del calendari de l'UCI ProSeries 2024 amb una categoria 1.Pro.
El vencedor fou l'eslovè Tadej Pogačar (UAE Team Emirates), que s'imposà en solitari en l'arribada al Santuari de Nostra Senyora de San Luca. Tom Pidcock (Ineos Grenadiers) i Davide Piganzoli (Team Polti Kometa), segon i tercer respectivament, completaren el podi.

## Equips
L'organització convidà a 24 equips a prendre part en aquesta cursa.
| WorldTeams (15)- Red Bull-Bora-Hansgrohe - UAE Team Emirates - Soudal Quick-Step - Alpecin-Deceuninck - Astana Qazaqstan Team - Bahrain Victorious - Cofidis - Decathlon-AG2R La Mondiale - EF Education-EasyPost - Groupama-FDJ - Ineos Grenadiers - Lidl-Trek - Movistar Team - Team Jayco AlUla - Team Visma \| Lease a Bike ProTeams (8)- Bingoal WB - Team Corratec-Vini Fantini - Euskaltel-Euskadi - Israel-Premier Tech - Q36.5 Pro Cycling Team - Polti Kometa - Tudor Pro Cycling Team - VF Group-Bardiani CSF-Faizanè Equip continental- Petrolike |
| |

## Classificació final
| \| Classificació general \| Classificació general \| Classificació general \| Classificació general \| Classificació general \| \| Corredor \| Corredor \| Equip \| Temps \| \| \| --------------------- \| --------------------- \| -------------------------- \| --------------------- \| --------------------- \| \| 1r \| Tadej Pogačar \| UAE Team Emirates \| 5h 14' 44" \| \| \| 2n \| Thomas Pidcock \| Ineos Grenadiers \| + 1' 54" \| \| \| 3r \| Davide Piganzoli \| Team Polti Kometa \| + 1' 54" \| \| \| 4t \| Michael Woods \| Israel-Premier Tech \| + 1' 54" \| \| \| 5è \| Simon Yates \| Team Jayco AlUla \| + 2' 02" \| \| \| 6è \| Roger Adrià Oliveras \| Red Bull-Bora-Hansgrohe \| + 2' 04" \| \| \| 7è \| Wilco Kelderman \| Team Visma \\| Lease a Bike \| + 2' 04" \| \| \| 8è \| Enric Mas Nicolau \| Movistar Team \| + 2' 08" \| \| \| 9è \| Archie Ryan \| EF Education-EasyPost \| + 2' 13" \| \| \| 10è \| Lorenzo Fortunato \| Astana Qazaqstan Team \| + 2' 15" \| \| |                      |                            |            |
| |                      |                            |            |
| Font: ProCyclingStats |                      |                            |            |
| Classificació general |                      |                            |            |
| Corredor | Corredor             | Equip                      | Temps      |
| 1r | Tadej Pogačar        | UAE Team Emirates          | 5h 14' 44" |
| 2n | Thomas Pidcock       | Ineos Grenadiers           | + 1' 54"   |
| 3r | Davide Piganzoli     | Team Polti Kometa          | + 1' 54"   |
| 4t | Michael Woods        | Israel-Premier Tech        | + 1' 54"   |
| 5è | Simon Yates          | Team Jayco AlUla           | + 2' 02"   |
| 6è | Roger Adrià Oliveras | Red Bull-Bora-Hansgrohe    | + 2' 04"   |
| 7è | Wilco Kelderman      | Team Visma \| Lease a Bike | + 2' 04"   |
| 8è | Enric Mas Nicolau    | Movistar Team              | + 2' 08"   |
| 9è | Archie Ryan          | EF Education-EasyPost      | + 2' 13"   |
| 10è | Lorenzo Fortunato    | Astana Qazaqstan Team      | + 2' 15"   |

## Llista de participants
| Red Bull-Bora-Hansgrohe RBH | Red Bull-Bora-Hansgrohe RBH  | Red Bull-Bora-Hansgrohe RBH |
| --------------------------- | ---------------------------- | --------------------------- |
| Núm                         | Ciclista                     | Pos                         |
| 1                           | Primož Roglič (SLO)          | DNF                         |
| 2                           | Roger Adrià Oliveras (ESP)   | 6è                          |
| 3                           | Giovanni Aleotti (ITA)       | 41è                         |
| 4                           | Jai Hindley (AUS)            | 27è                         |
| 5                           | Florian Lipowitz (GER)       | 20è                         |
| 6                           | Daniel Martínez Poveda (COL) | DNF                         |
| 7                           | Matteo Sobrero (ITA)         | DNF                         |

| UAE Team Emirates UAD | UAE Team Emirates UAD      | UAE Team Emirates UAD |
| --------------------- | -------------------------- | --------------------- |
| Núm                   | Ciclista                   | Pos                   |
| 11                    | Tadej Pogačar (SLO) (ruta) | 1r                    |
| 12                    | Sjoerd Bax (NED)           | DNF                   |
| 13                    | Filippo Baroncini (ITA)    | DNF                   |
| 14                    | Rafał Majka (POL)          | DNF                   |
| 15                    | Jay Vine (AUS)             | DNF                   |
| 16                    | Adam Yates (GBR)           | 12è                   |
| 17                    | Alessandro Covi (ITA)      | DNF                   |

| Soudal Quick-Step SOQ | Soudal Quick-Step SOQ   | Soudal Quick-Step SOQ |
| --------------------- | ----------------------- | --------------------- |
| Núm                   | Ciclista                | Pos                   |
| 21                    | Remco Evenepoel (BEL)   | DNF                   |
| 22                    | Pieter Serry (BEL)      | DNF                   |
| 23                    | Jan Hirt (CZE)          | DNF                   |
| 24                    | Junior Lecerf (BEL)     | DNF                   |
| 25                    | Fausto Masnada (ITA)    | DNF                   |
| 26                    | Mauri Vansevenant (BEL) | DNF                   |
| 27                    | Ilan Van Wilder (BEL)   | DNF                   |

| Alpecin-Deceuninck ADC | Alpecin-Deceuninck ADC | Alpecin-Deceuninck ADC |
| ---------------------- | ---------------------- | ---------------------- |
| Núm                    | Ciclista               | Pos                    |
| 31                     | Tobias Bayer (AUT)     | DNF                    |
| 32                     | Stan Van Tricht (BEL)  | DNF                    |
| 33                     | Michael Gogl (AUT)     | DNF                    |
| 34                     | Kaden Groves (AUS)     | DNF                    |
| 35                     | Axel Laurance (FRA)    | DNF                    |
| 36                     | Luca Vergallito (ITA)  | DNF                    |
| 37                     | Louis Kitzki (GER)     | DNF                    |

| Astana Qazaqstan Team AST | Astana Qazaqstan Team AST | Astana Qazaqstan Team AST |
| ------------------------- | ------------------------- | ------------------------- |
| Núm                       | Ciclista                  | Pos                       |
| 41                        | Lorenzo Fortunato (ITA)   | 10è                       |
| 42                        | Gianmarco Garofoli (ITA)  | 24è                       |
| 43                        | Vadim Pronskiy (KAZ)      | DNF                       |
| 44                        | Harold Tejada (COL)       | DNF                       |
| 45                        | Simone Velasco (ITA)      | 13è                       |
| 46                        | Cristian Scaroni (ITA)    | 11è                       |
| 47                        | Santiago Umba (COL)       | DNF                       |

| Bahrain Victorious TBV | Bahrain Victorious TBV  | Bahrain Victorious TBV |
| ---------------------- | ----------------------- | ---------------------- |
| Núm                    | Ciclista                | Pos                    |
| 51                     | Antonio Tiberi (ITA)    | DNF                    |
| 52                     | Nikias Arndt (GER)      | DNF                    |
| 53                     | Vlad Van Mechelen (BEL) | DNF                    |
| 54                     | Damiano Caruso (ITA)    | 40è                    |
| 55                     | Andrea Pasqualon (ITA)  | DNF                    |
| 56                     | Wout Poels (NED)        | 44è                    |
| 57                     | Torstein Træen (NOR)    | DNF                    |

| Cofidis COF | Cofidis COF                   | Cofidis COF |
| ----------- | ----------------------------- | ----------- |
| Núm         | Ciclista                      | Pos         |
| 61          | Thomas Champion (FRA)         | DNF         |
| 62          | Guillaume Martin (FRA)        | 16è         |
| 63          | Rubén Fernández Andújar (ESP) | 38è         |
| 64          | Ben Hermans (BEL)             | DNF         |
| 65          | Ion Izagirre Insausti (ESP)   | 42è         |
| 66          | Benjamin Thomas (FRA)         | DNF         |

| Decathlon-AG2R La Mondiale DAT | Decathlon-AG2R La Mondiale DAT | Decathlon-AG2R La Mondiale DAT |
| ------------------------------ | ------------------------------ | ------------------------------ |
| Núm                            | Ciclista                       | Pos                            |
| 71                             | Alex Baudin (FRA)              | 47è                            |
| 72                             | Geoffrey Bouchard (FRA)        | DNF                            |
| 73                             | Clément Berthet (FRA)          | DNF                            |
| 74                             | Victor Lafay (FRA)             | DNF                            |
| 75                             | Aurélien Paret-Peintre (FRA)   | 29è                            |
| 76                             | Nicolas Prodhomme (FRA)        | 36è                            |
| 77                             | Lawrence Warbasse (USA)        | 39è                            |

| EF Education-EasyPost EFE | EF Education-EasyPost EFE        | EF Education-EasyPost EFE |
| ------------------------- | -------------------------------- | ------------------------- |
| Núm                       | Ciclista                         | Pos                       |
| 81                        | Esteban Chaves Rubio (COL)       | DNF                       |
| 82                        | Rui Alberto Faria da Costa (POR) | DNF                       |
| 83                        | Neilson Powless (USA)            | DNF                       |
| 84                        | Ben Healy (IRL)                  | 25è                       |
| 85                        | Darren Rafferty (IRL)            | DNF                       |
| 86                        | Georg Steinhauser (GER)          | 34è                       |
| 87                        | Archie Ryan (IRL)                | 9è                        |

| Groupama-FDJ GFC | Groupama-FDJ GFC      | Groupama-FDJ GFC |
| ---------------- | --------------------- | ---------------- |
| Núm              | Ciclista              | Pos              |
| 91               | David Gaudu (FRA)     | DNF              |
| 92               | Lorenzo Germani (ITA) | DNF              |
| 93               | Enzo Paleni (FRA)     | DNF              |
| 94               | Thibaud Gruel (FRA)   | DNF              |
| 95               | Reuben Thompson (NZL) | DNF              |
| 96               | Rémy Rochas (FRA)     | 21è              |

| Ineos Grenadiers IGD | Ineos Grenadiers IGD               | Ineos Grenadiers IGD |
| -------------------- | ---------------------------------- | -------------------- |
| Núm                  | Ciclista                           | Pos                  |
| 101                  | Thomas Pidcock (GBR)               | 2n                   |
| 102                  | Thymen Arensman (NED)              | 35è                  |
| 103                  | Andrew August (USA)                | DNF                  |
| 104                  | Jonathan Castroviejo Nicolás (ESP) | DNF                  |
| 105                  | Salvatore Puccio (ITA)             | DNF                  |
| 106                  | Brandon Rivera (COL)               | DNF                  |
| 107                  | Óscar Rodríguez Garaicoechea (ESP) | DNF                  |

| Lidl-Trek LTK | Lidl-Trek LTK                | Lidl-Trek LTK |
| ------------- | ---------------------------- | ------------- |
| Núm           | Ciclista                     | Pos           |
| 111           | Andrea Bagioli (ITA)         | DNF           |
| 112           | Sam Oomen (NED)              | 49è           |
| 113           | Dario Cataldo (ITA)          | DNF           |
| 114           | Giulio Ciccone (ITA)         | 43è           |
| 115           | Amanuel Gebrezgabihier (ERI) | DNF           |
| 116           | Juan Pedro López (ESP)       | DNF           |
| 117           | Bauke Mollema (NED)          | DNF           |

| Movistar Team MOV | Movistar Team MOV          | Movistar Team MOV |
| ----------------- | -------------------------- | ----------------- |
| Núm               | Ciclista                   | Pos               |
| 121               | Davide Formolo (ITA)       | DNF               |
| 122               | William Barta (USA)        | DNF               |
| 123               | Jorge Arcas (ESP)          | DNF               |
| 124               | Enric Mas Nicolau (ESP)    | 8è                |
| 125               | Oier Lazkano López (ESP)   | DNF               |
| 126               | Nairo Quintana Rojas (COL) | 15è               |
| 127               | Pelayo Sánchez Mayo (ESP)  | DNF               |

| Team Jayco AlUla JAY | Team Jayco AlUla JAY       | Team Jayco AlUla JAY |
| -------------------- | -------------------------- | -------------------- |
| Núm                  | Ciclista                   | Pos                  |
| 131                  | Welay Berehe (ETH)         | DNF                  |
| 132                  | Alessandro De Marchi (ITA) | DNF                  |
| 133                  | Edward Dunbar (IRL)        | 46è                  |
| 134                  | Alastair MacKellar (AUS)   | DNF                  |
| 135                  | David Peña (COL)           | DNF                  |
| 136                  | Simon Yates (GBR)          | 5è                   |
| 137                  | Filippo Zana (ITA)         | 31è                  |

| Team Visma \| Lease a Bike TVL | Team Visma \| Lease a Bike TVL | Team Visma \| Lease a Bike TVL |
| ------------------------------ | ------------------------------ | ------------------------------ |
| Núm                            | Ciclista                       | Pos                            |
| 141                            | Johannes Staune-Mittet (NOR)   | 28è                            |
| 142                            | Matteo Jorgenson (USA)         | 17è                            |
| 143                            | Wilco Kelderman (NED)          | 7è                             |
| 144                            | Bart Lemmen (NED)              | DNF                            |
| 145                            | Menno Huising (NED)            | DNF                            |
| 146                            | Attila Valter (HUN)            | 14è                            |
| 147                            | Tijmen Graat (NED)             | 52è                            |

| Bingoal WB BWB | Bingoal WB BWB         | Bingoal WB BWB |
| -------------- | ---------------------- | -------------- |
| Núm            | Ciclista               | Pos            |
| 151            | Davide Persico (ITA)   | DNF            |
| 152            | Louka Matthys (BEL)    | DNF            |
| 154            | Dimitri Peyskens (BEL) | DNF            |
| 155            | Lennert Teugels (BEL)  | DNF            |
| 156            | Marco Tizza (ITA)      | DNF            |
| 157            | Giacomo Villa (ITA)    | DNF            |

| Team Corratec-Vini Fantini COR | Team Corratec-Vini Fantini COR | Team Corratec-Vini Fantini COR |
| ------------------------------ | ------------------------------ | ------------------------------ |
| Núm                            | Ciclista                       | Pos                            |
| 161                            | Roberto González (PAN)         | DNF                            |
| 162                            | Marco Murgano (ITA)            | DNF                            |
| 163                            | Simone Olivero (ITA)           | DNF                            |
| 164                            | Matteo Amella (ITA)            | DNF                            |
| 166                            | Andri Ponomar (UKR)            | DNF                            |
| 167                            | Carlos Samudio (PAN)           | DNF                            |

| Euskaltel-Euskadi EUS | Euskaltel-Euskadi EUS   | Euskaltel-Euskadi EUS |
| --------------------- | ----------------------- | --------------------- |
| Núm                   | Ciclista                | Pos                   |
| 171                   | Xabier Isasa (ESP)      | DNF                   |
| 172                   | Txomin Juaristi (ESP)   | 32è                   |
| 173                   | Xabier Berasategi (ESP) | DNF                   |
| 174                   | Ander Ganzabal (ESP)    | DNF                   |
| 175                   | Iker Mintegi (ESP)      | 30è                   |
| 176                   | Nicolás Alustiza (ESP)  | DNF                   |
| 177                   | Asier Etxeberria (ESP)  | DNF                   |

| Israel-Premier Tech IPT | Israel-Premier Tech IPT  | Israel-Premier Tech IPT |
| ----------------------- | ------------------------ | ----------------------- |
| Núm                     | Ciclista                 | Pos                     |
| 181                     | George Bennett (NZL)     | 50è                     |
| 182                     | Dylan Teuns (BEL)        | 19è                     |
| 183                     | Marco Frigo (ITA)        | DNF                     |
| 184                     | Krists Neilands (LAT)    | DNF                     |
| 185                     | Matthew Riccitello (USA) | DNF                     |
| 186                     | Stephen Williams (GBR)   | DNF                     |
| 187                     | Michael Woods (CAN)      | 4t                      |

| Q36.5 Pro Cycling Team Q36 | Q36.5 Pro Cycling Team Q36   | Q36.5 Pro Cycling Team Q36 |
| -------------------------- | ---------------------------- | -------------------------- |
| Núm                        | Ciclista                     | Pos                        |
| 191                        | Negasi Abreha (ETH)          | DNF                        |
| 192                        | Gianluca Brambilla (ITA)     | DNF                        |
| 193                        | Walter Calzoni (ITA)         | 26è                        |
| 194                        | Marcel Camprubí Pijoan (ESP) | DNF                        |
| 195                        | Mark Donovan (GBR)           |                            |
| 197                        | Carl Fredrik Hagen (NOR)     | 37è                        |

| Team Polti Kometa PTK | Team Polti Kometa PTK  | Team Polti Kometa PTK |
| --------------------- | ---------------------- | --------------------- |
| Núm                   | Ciclista               | Pos                   |
| 201                   | Alex Martin (ESP)      | DNF                   |
| 202                   | Erik Fetter (HUN)      | DNF                   |
| 203                   | Davide De Cassan (ITA) | 45è                   |
| 204                   | Davide Piganzoli (ITA) | 3r                    |
| 205                   | Matteo Fabbro (ITA)    | DNF                   |
| 206                   | Andrea Garosio (ITA)   | DNF                   |

| Tudor Pro Cycling Team TUD | Tudor Pro Cycling Team TUD | Tudor Pro Cycling Team TUD |
| -------------------------- | -------------------------- | -------------------------- |
| Núm                        | Ciclista                   | Pos                        |
| 211                        | Marco Brenner (GER)        | 23è                        |
| 212                        | Robin Donzé (SUI)          | DNF                        |
| 215                        | Florian Stork (GER)        | DNF                        |
| 216                        | Samuele Alari (ITA)        | DNF                        |
| 217                        | Hannes Wilksch (GER)       | DNF                        |

| VF Group-Bardiani CSF-Faizanè VBF | VF Group-Bardiani CSF-Faizanè VBF | VF Group-Bardiani CSF-Faizanè VBF |
| --------------------------------- | --------------------------------- | --------------------------------- |
| Núm                               | Ciclista                          | Pos                               |
| 222                               | Luca Covili (ITA)                 | 48è                               |
| 223                               | Alessio Martinelli (ITA)          | DNF                               |
| 224                               | Vicente Rojas (CHI)               | DNF                               |
| 225                               | Giulio Pellizzari (ITA)           | 22è                               |
| 226                               | Domenico Pozzovivo (ITA)          | 18è                               |
| 227                               | Matteo Scalco (ITA)               | DNF                               |

| Petrolike PTL | Petrolike PTL                 | Petrolike PTL |
| ------------- | ----------------------------- | ------------- |
| Núm           | Ciclista                      | Pos           |
| 231           | Jonathan Caicedo Cepeda (ECU) | DNF           |
| 232           | Diego Camargo Pineda (COL)    |               |
| 233           | Edgar Cadena (MEX)            | 33è           |
| 234           | Edinson Callejas (COL)        | DNF           |
| 235           | Bernardo Suaza (COL)          | DNF           |
| 236           | José Ramon Muñiz (MEX)        | DNF           |

| Red Bull-Bora-Hansgrohe RBH | Red Bull-Bora-Hansgrohe RBH  | Red Bull-Bora-Hansgrohe RBH |
| --------------------------- | ---------------------------- | --------------------------- |
| Núm                         | Ciclista                     | Pos                         |
| 1                           | Primož Roglič (SLO)          | DNF                         |
| 2                           | Roger Adrià Oliveras (ESP)   | 6è                          |
| 3                           | Giovanni Aleotti (ITA)       | 41è                         |
| 4                           | Jai Hindley (AUS)            | 27è                         |
| 5                           | Florian Lipowitz (GER)       | 20è                         |
| 6                           | Daniel Martínez Poveda (COL) | DNF                         |
| 7                           | Matteo Sobrero (ITA)         | DNF                         |

| UAE Team Emirates UAD | UAE Team Emirates UAD      | UAE Team Emirates UAD |
| --------------------- | -------------------------- | --------------------- |
| Núm                   | Ciclista                   | Pos                   |
| 11                    | Tadej Pogačar (SLO) (ruta) | 1r                    |
| 12                    | Sjoerd Bax (NED)           | DNF                   |
| 13                    | Filippo Baroncini (ITA)    | DNF                   |
| 14                    | Rafał Majka (POL)          | DNF                   |
| 15                    | Jay Vine (AUS)             | DNF                   |
| 16                    | Adam Yates (GBR)           | 12è                   |
| 17                    | Alessandro Covi (ITA)      | DNF                   |

| Soudal Quick-Step SOQ | Soudal Quick-Step SOQ   | Soudal Quick-Step SOQ |
| --------------------- | ----------------------- | --------------------- |
| Núm                   | Ciclista                | Pos                   |
| 21                    | Remco Evenepoel (BEL)   | DNF                   |
| 22                    | Pieter Serry (BEL)      | DNF                   |
| 23                    | Jan Hirt (CZE)          | DNF                   |
| 24                    | Junior Lecerf (BEL)     | DNF                   |
| 25                    | Fausto Masnada (ITA)    | DNF                   |
| 26                    | Mauri Vansevenant (BEL) | DNF                   |
| 27                    | Ilan Van Wilder (BEL)   | DNF                   |

| Alpecin-Deceuninck ADC | Alpecin-Deceuninck ADC | Alpecin-Deceuninck ADC |
| ---------------------- | ---------------------- | ---------------------- |
| Núm                    | Ciclista               | Pos                    |
| 31                     | Tobias Bayer (AUT)     | DNF                    |
| 32                     | Stan Van Tricht (BEL)  | DNF                    |
| 33                     | Michael Gogl (AUT)     | DNF                    |
| 34                     | Kaden Groves (AUS)     | DNF                    |
| 35                     | Axel Laurance (FRA)    | DNF                    |
| 36                     | Luca Vergallito (ITA)  | DNF                    |
| 37                     | Louis Kitzki (GER)     | DNF                    |

| Astana Qazaqstan Team AST | Astana Qazaqstan Team AST | Astana Qazaqstan Team AST |
| ------------------------- | ------------------------- | ------------------------- |
| Núm                       | Ciclista                  | Pos                       |
| 41                        | Lorenzo Fortunato (ITA)   | 10è                       |
| 42                        | Gianmarco Garofoli (ITA)  | 24è                       |
| 43                        | Vadim Pronskiy (KAZ)      | DNF                       |
| 44                        | Harold Tejada (COL)       | DNF                       |
| 45                        | Simone Velasco (ITA)      | 13è                       |
| 46                        | Cristian Scaroni (ITA)    | 11è                       |
| 47                        | Santiago Umba (COL)       | DNF                       |

| Bahrain Victorious TBV | Bahrain Victorious TBV  | Bahrain Victorious TBV |
| ---------------------- | ----------------------- | ---------------------- |
| Núm                    | Ciclista                | Pos                    |
| 51                     | Antonio Tiberi (ITA)    | DNF                    |
| 52                     | Nikias Arndt (GER)      | DNF                    |
| 53                     | Vlad Van Mechelen (BEL) | DNF                    |
| 54                     | Damiano Caruso (ITA)    | 40è                    |
| 55                     | Andrea Pasqualon (ITA)  | DNF                    |
| 56                     | Wout Poels (NED)        | 44è                    |
| 57                     | Torstein Træen (NOR)    | DNF                    |

| Cofidis COF | Cofidis COF                   | Cofidis COF |
| ----------- | ----------------------------- | ----------- |
| Núm         | Ciclista                      | Pos         |
| 61          | Thomas Champion (FRA)         | DNF         |
| 62          | Guillaume Martin (FRA)        | 16è         |
| 63          | Rubén Fernández Andújar (ESP) | 38è         |
| 64          | Ben Hermans (BEL)             | DNF         |
| 65          | Ion Izagirre Insausti (ESP)   | 42è         |
| 66          | Benjamin Thomas (FRA)         | DNF         |

| Decathlon-AG2R La Mondiale DAT | Decathlon-AG2R La Mondiale DAT | Decathlon-AG2R La Mondiale DAT |
| ------------------------------ | ------------------------------ | ------------------------------ |
| Núm                            | Ciclista                       | Pos                            |
| 71                             | Alex Baudin (FRA)              | 47è                            |
| 72                             | Geoffrey Bouchard (FRA)        | DNF                            |
| 73                             | Clément Berthet (FRA)          | DNF                            |
| 74                             | Victor Lafay (FRA)             | DNF                            |
| 75                             | Aurélien Paret-Peintre (FRA)   | 29è                            |
| 76                             | Nicolas Prodhomme (FRA)        | 36è                            |
| 77                             | Lawrence Warbasse (USA)        | 39è                            |

| EF Education-EasyPost EFE | EF Education-EasyPost EFE        | EF Education-EasyPost EFE |
| ------------------------- | -------------------------------- | ------------------------- |
| Núm                       | Ciclista                         | Pos                       |
| 81                        | Esteban Chaves Rubio (COL)       | DNF                       |
| 82                        | Rui Alberto Faria da Costa (POR) | DNF                       |
| 83                        | Neilson Powless (USA)            | DNF                       |
| 84                        | Ben Healy (IRL)                  | 25è                       |
| 85                        | Darren Rafferty (IRL)            | DNF                       |
| 86                        | Georg Steinhauser (GER)          | 34è                       |
| 87                        | Archie Ryan (IRL)                | 9è                        |

| Groupama-FDJ GFC | Groupama-FDJ GFC      | Groupama-FDJ GFC |
| ---------------- | --------------------- | ---------------- |
| Núm              | Ciclista              | Pos              |
| 91               | David Gaudu (FRA)     | DNF              |
| 92               | Lorenzo Germani (ITA) | DNF              |
| 93               | Enzo Paleni (FRA)     | DNF              |
| 94               | Thibaud Gruel (FRA)   | DNF              |
| 95               | Reuben Thompson (NZL) | DNF              |
| 96               | Rémy Rochas (FRA)     | 21è              |

| Ineos Grenadiers IGD | Ineos Grenadiers IGD               | Ineos Grenadiers IGD |
| -------------------- | ---------------------------------- | -------------------- |
| Núm                  | Ciclista                           | Pos                  |
| 101                  | Thomas Pidcock (GBR)               | 2n                   |
| 102                  | Thymen Arensman (NED)              | 35è                  |
| 103                  | Andrew August (USA)                | DNF                  |
| 104                  | Jonathan Castroviejo Nicolás (ESP) | DNF                  |
| 105                  | Salvatore Puccio (ITA)             | DNF                  |
| 106                  | Brandon Rivera (COL)               | DNF                  |
| 107                  | Óscar Rodríguez Garaicoechea (ESP) | DNF                  |

| Lidl-Trek LTK | Lidl-Trek LTK                | Lidl-Trek LTK |
| ------------- | ---------------------------- | ------------- |
| Núm           | Ciclista                     | Pos           |
| 111           | Andrea Bagioli (ITA)         | DNF           |
| 112           | Sam Oomen (NED)              | 49è           |
| 113           | Dario Cataldo (ITA)          | DNF           |
| 114           | Giulio Ciccone (ITA)         | 43è           |
| 115           | Amanuel Gebrezgabihier (ERI) | DNF           |
| 116           | Juan Pedro López (ESP)       | DNF           |
| 117           | Bauke Mollema (NED)          | DNF           |

| Movistar Team MOV | Movistar Team MOV          | Movistar Team MOV |
| ----------------- | -------------------------- | ----------------- |
| Núm               | Ciclista                   | Pos               |
| 121               | Davide Formolo (ITA)       | DNF               |
| 122               | William Barta (USA)        | DNF               |
| 123               | Jorge Arcas (ESP)          | DNF               |
| 124               | Enric Mas Nicolau (ESP)    | 8è                |
| 125               | Oier Lazkano López (ESP)   | DNF               |
| 126               | Nairo Quintana Rojas (COL) | 15è               |
| 127               | Pelayo Sánchez Mayo (ESP)  | DNF               |

| Team Jayco AlUla JAY | Team Jayco AlUla JAY       | Team Jayco AlUla JAY |
| -------------------- | -------------------------- | -------------------- |
| Núm                  | Ciclista                   | Pos                  |
| 131                  | Welay Berehe (ETH)         | DNF                  |
| 132                  | Alessandro De Marchi (ITA) | DNF                  |
| 133                  | Edward Dunbar (IRL)        | 46è                  |
| 134                  | Alastair MacKellar (AUS)   | DNF                  |
| 135                  | David Peña (COL)           | DNF                  |
| 136                  | Simon Yates (GBR)          | 5è                   |
| 137                  | Filippo Zana (ITA)         | 31è                  |

| Team Visma \| Lease a Bike TVL | Team Visma \| Lease a Bike TVL | Team Visma \| Lease a Bike TVL |
| ------------------------------ | ------------------------------ | ------------------------------ |
| Núm                            | Ciclista                       | Pos                            |
| 141                            | Johannes Staune-Mittet (NOR)   | 28è                            |
| 142                            | Matteo Jorgenson (USA)         | 17è                            |
| 143                            | Wilco Kelderman (NED)          | 7è                             |
| 144                            | Bart Lemmen (NED)              | DNF                            |
| 145                            | Menno Huising (NED)            | DNF                            |
| 146                            | Attila Valter (HUN)            | 14è                            |
| 147                            | Tijmen Graat (NED)             | 52è                            |

| Bingoal WB BWB | Bingoal WB BWB         | Bingoal WB BWB |
| -------------- | ---------------------- | -------------- |
| Núm            | Ciclista               | Pos            |
| 151            | Davide Persico (ITA)   | DNF            |
| 152            | Louka Matthys (BEL)    | DNF            |
| 154            | Dimitri Peyskens (BEL) | DNF            |
| 155            | Lennert Teugels (BEL)  | DNF            |
| 156            | Marco Tizza (ITA)      | DNF            |
| 157            | Giacomo Villa (ITA)    | DNF            |

| Team Corratec-Vini Fantini COR | Team Corratec-Vini Fantini COR | Team Corratec-Vini Fantini COR |
| ------------------------------ | ------------------------------ | ------------------------------ |
| Núm                            | Ciclista                       | Pos                            |
| 161                            | Roberto González (PAN)         | DNF                            |
| 162                            | Marco Murgano (ITA)            | DNF                            |
| 163                            | Simone Olivero (ITA)           | DNF                            |
| 164                            | Matteo Amella (ITA)            | DNF                            |
| 166                            | Andri Ponomar (UKR)            | DNF                            |
| 167                            | Carlos Samudio (PAN)           | DNF                            |

| Euskaltel-Euskadi EUS | Euskaltel-Euskadi EUS   | Euskaltel-Euskadi EUS |
| --------------------- | ----------------------- | --------------------- |
| Núm                   | Ciclista                | Pos                   |
| 171                   | Xabier Isasa (ESP)      | DNF                   |
| 172                   | Txomin Juaristi (ESP)   | 32è                   |
| 173                   | Xabier Berasategi (ESP) | DNF                   |
| 174                   | Ander Ganzabal (ESP)    | DNF                   |
| 175                   | Iker Mintegi (ESP)      | 30è                   |
| 176                   | Nicolás Alustiza (ESP)  | DNF                   |
| 177                   | Asier Etxeberria (ESP)  | DNF                   |

| Israel-Premier Tech IPT | Israel-Premier Tech IPT  | Israel-Premier Tech IPT |
| ----------------------- | ------------------------ | ----------------------- |
| Núm                     | Ciclista                 | Pos                     |
| 181                     | George Bennett (NZL)     | 50è                     |
| 182                     | Dylan Teuns (BEL)        | 19è                     |
| 183                     | Marco Frigo (ITA)        | DNF                     |
| 184                     | Krists Neilands (LAT)    | DNF                     |
| 185                     | Matthew Riccitello (USA) | DNF                     |
| 186                     | Stephen Williams (GBR)   | DNF                     |
| 187                     | Michael Woods (CAN)      | 4t                      |

| Q36.5 Pro Cycling Team Q36 | Q36.5 Pro Cycling Team Q36   | Q36.5 Pro Cycling Team Q36 |
| -------------------------- | ---------------------------- | -------------------------- |
| Núm                        | Ciclista                     | Pos                        |
| 191                        | Negasi Abreha (ETH)          | DNF                        |
| 192                        | Gianluca Brambilla (ITA)     | DNF                        |
| 193                        | Walter Calzoni (ITA)         | 26è                        |
| 194                        | Marcel Camprubí Pijoan (ESP) | DNF                        |
| 195                        | Mark Donovan (GBR)           |                            |
| 197                        | Carl Fredrik Hagen (NOR)     | 37è                        |

| Team Polti Kometa PTK | Team Polti Kometa PTK  | Team Polti Kometa PTK |
| --------------------- | ---------------------- | --------------------- |
| Núm                   | Ciclista               | Pos                   |
| 201                   | Alex Martin (ESP)      | DNF                   |
| 202                   | Erik Fetter (HUN)      | DNF                   |
| 203                   | Davide De Cassan (ITA) | 45è                   |
| 204                   | Davide Piganzoli (ITA) | 3r                    |
| 205                   | Matteo Fabbro (ITA)    | DNF                   |
| 206                   | Andrea Garosio (ITA)   | DNF                   |

| Tudor Pro Cycling Team TUD | Tudor Pro Cycling Team TUD | Tudor Pro Cycling Team TUD |
| -------------------------- | -------------------------- | -------------------------- |
| Núm                        | Ciclista                   | Pos                        |
| 211                        | Marco Brenner (GER)        | 23è                        |
| 212                        | Robin Donzé (SUI)          | DNF                        |
| 215                        | Florian Stork (GER)        | DNF                        |
| 216                        | Samuele Alari (ITA)        | DNF                        |
| 217                        | Hannes Wilksch (GER)       | DNF                        |

| VF Group-Bardiani CSF-Faizanè VBF | VF Group-Bardiani CSF-Faizanè VBF | VF Group-Bardiani CSF-Faizanè VBF |
| --------------------------------- | --------------------------------- | --------------------------------- |
| Núm                               | Ciclista                          | Pos                               |
| 222                               | Luca Covili (ITA)                 | 48è                               |
| 223                               | Alessio Martinelli (ITA)          | DNF                               |
| 224                               | Vicente Rojas (CHI)               | DNF                               |
| 225                               | Giulio Pellizzari (ITA)           | 22è                               |
| 226                               | Domenico Pozzovivo (ITA)          | 18è                               |
| 227                               | Matteo Scalco (ITA)               | DNF                               |

| Petrolike PTL | Petrolike PTL                 | Petrolike PTL |
| ------------- | ----------------------------- | ------------- |
| Núm           | Ciclista                      | Pos           |
| 231           | Jonathan Caicedo Cepeda (ECU) | DNF           |
| 232           | Diego Camargo Pineda (COL)    |               |
| 233           | Edgar Cadena (MEX)            | 33è           |
| 234           | Edinson Callejas (COL)        | DNF           |
| 235           | Bernardo Suaza (COL)          | DNF           |
| 236           | José Ramon Muñiz (MEX)        | DNF           |